# 中庭アレクサンドラ
中庭 アレクサンドラ（なかにわ アレクサンドラ、ロシア語: Наканива Александра ロシア語ラテン翻字: Nakaniwa Alexandra、1991年2月24日 - ）は、ロシア、モスクワ出身、大阪府育ちの日本のモデル・タレントである。

## 概要
モスクワ在住のロシア人の母親・アスマが、建物のエレベーター内で出会った男性から一目惚れされ、結婚。モスクワでアレクサンドラを出産した。1996年から2001年まで、ロシア南西部のカラチャイ・チェルケス共和国の農村部で、自給自足の穏やかな生活を送る。その後、母が中庭姓の日本人男性と再婚し、2001年、10歳で継父の転勤に伴い、大阪府に移住。当時は日本語も分からなかったが、小学校の教室に置いてあった「ドラえもん」の漫画で日本語を覚えていったという。
20歳でファッションモデルにデビューし、その後上京。2017年、フジテレビ『魁!ミュージック』で、魁美女仮面としてVAMPSにインタビュー。HYDEから「大阪弁を出した方がいい」とアドバイスを受けた後、日本テレビ『踊る!さんま御殿!!』で関西系ロシア人として注目を浴びた。
YouTubeにて自身と同じ在日ロシア人タレントの小原ブラスとピロシキーズを結成、動画配信をしている。

## 人物
- 趣味は、香水集め、神社の御朱印集め。
- 特技は、水泳（中学3年間では水泳部に属していた）。
- 言語は、日本語（大阪弁、関西弁）、ロシア語、トルコ語、英語。
- 生誕地はロシアのモスクワで、5歳まで過ごす。5～10歳までは、ロシア連邦南西部に位置する北コーカサス地域の中でも風光明媚なカラチャイ・チェルケス共和国 (the Karachay-Cherkess Republic) で過ごす。
- 幼少期に日本に対して抱いたイメージは、ジャッキー・チェンのカンフー。
- 名前のアレクサンドラをキリル文字で書くとАлександра、ラテン文字でAlexandra。女性名アレクサンドラに対するロシアにおける愛称の一つは、サーシャ (キリル文字でСаша, 英語:Sasha) 。

## 出演

### テレビ
- 『魁!ミュージック』（2017年、フジテレビ） - 出演
- 『ラッピー×ブラッピー』（2012年、TOKYOMX） - 出演
- 『踊る!さんま御殿!!』（2017年、日本テレビ） - 出演
- 『ボキャブライダー on TV』（2018年、NHK） - 出演
- 『ZIP!〜ちょっと盛っちゃった話〜』（2018年、日本テレビ） - 出演
- 『2018FIFAワールドカップロシアサッカー最強番付〜秘蔵映像！スキャンダル！スター衝撃の今…禁断の裏話大放出SP〜』（2018年、フジテレビ） - 出演
- 『ウチのガヤがすみません! 芸人ＶＳ○○の超本気対決ＳＰ！』（2018年、日本テレビ） - 出演
- 『金曜ロンドンハーツ〜水泳大会2018〜』（2018年、テレビ朝日） - 出演
- 『ナゾの国に行ってみた！55年ぶりの夢 大阪万博ライバル都市徹底調査SP』（2018年、大阪テレビ） - 出演
- 『女が女に怒る夜～2019年愚痴始めSP 上田晋也VS12人の怒れる女たち』（2019年、日本テレビ） - 出演
- 『真夜中の保健室』（2019年、日本テレビ） - 出演
- 『キスマイ超BUSAIKU!?』（2019年3月7日、フジテレビ） - 出演
- 『JAPAN IN MOTION』（2019年、TSS） - レギュラー出演
- 『5時に夢中!』（2019年8月7日、8月21日、2023年4月11日、TOKYO MX） - 出演　※代打黒船特派員、プチョヘンザガール
- 『奇跡体験！アンビリバボー』（2020年、フジテレビ） - 再現VTR出演
- 『土曜はカラフル!!!』（2020年、TOKYO MX） - 出演
- ドラマ『サ道2023SP』（2023年、テレビ東京） - 出演

### WEB
- 『YOSHKI CANNEL』（2018年、ニコニコ生放送） - 出演
- 『乃木坂シネマズ〜STORY of 46〜 Perfect I / パーフェクトアイ』（2020年1月、フジテレビオンデマンド） - 出演
- 『ABEMA的ニュース』 - ウクライナ&ロシア人YouTuberが生議論（2021年3月13日、AbemaTV）

### CM
- Canon 「Macro Lite」Web CM 2017 - 出演
- UNIQLO Urtra Light Down WEB CM 2017
- DRINK CM
- 三菱地所 企業CM

### MODEL
- KAMISHIMA CHINAMI 2018S/S LOOK
- 花王メリーズ　カタログ in Russia （2017年）
- troisiemechaco 2017
- Blanc YM 17A/W Look
- アトラクディブブライダル
- BFGU visual book
- fallero sarti ブランド
- 青山大聖堂新郎新夫婦友人
- ハンティングワールド
- 赤坂アートグレイスウェディング
- プライム ナールボディデザイン
- ウェディングin福島
- New vintage ウェディング
- ゼクシー
- Quur
- GILT
- Tommy Hilfiger
- アプレドゥマン カタログ
- ABC MART WEB 2017
- Ayumi Miysukane
- ANNA SUI×セーラームーン
- Rakuten fashion week tokyo “niitu” 2023 S/S

### PV
- GENERATION MV - 出演
- Olympic MV - 出演
- 近澤智 / I'm yours MV - 出演

### イベント
- TOKYO COLLECTION VIVIANO SUE 2017 S/S, 2018 F/W
- TOKO COLLECTION VFW1st 2017 S/S
- TOKYO COLLECTION MITSURU OKAZAKI 2019 S/S
- BFGU Fashion Show（2017年）
- ORIENTAL DIAMOND OPENING EVENT - ゲスト出演（2018年4月）
- TOKYO COLLECTION SREU 2021 S/S

### ラジオ
- NHK WORLD RADIO JAPAN（2018年、4月）

### コラム
- 産経デジタル連載コラム【外国人が見るニッポン】
- bizSPA!連載コラム【ピロシキーズの甘口人生相談】